# Italtrafo
Italtrafo SpA è stata un'azienda italiana operante nel settore della fabbricazione di trasformatori elettrici di potenza e di strutture per il trasporto ferroviario e nel settore elettromeccanico.

## Storia
Fu costituita l'8 ottobre 1970 con sede in Napoli sotto il nome di Scmm - Società costruzioni meccaniche meridionali SpA, mantenuto fino al 29 dicembre dello stesso anno quando assunse la denominazione di Italtrafo in occasione del conferimento, da parte della holding Finmeccanica, degli asset, in parte ereditati da Efim, di Officine per Costruzioni e Riparazioni Elettromeccanica Napoletana, Azionaria Laziale Costruzioni Elettromeccaniche, Costruzioni Elettromeccaniche (nuovo nome di Breda Elettromeccanica) e gli impianti di Genova e Milano di Ansaldo San Giorgio Compagnia Generale (gruppo Ansaldo-General Electric) dediti ai trasformatori elettrici.
Da parte dello Stato fu una lungimirante azione industriale al fine di concentrare tutta l'attività dei trasformatori elettrici in un'unica società a partecipazione statale. Da pochi anni era stata costituita l'ENEL, quindi c'era la necessità di equipaggiamenti elettrici per potenziare e diramare, su tutto il territorio nazionale, la rete elettrica. Questo perché le vecchie società elettriche private avevano privilegiato per profitto principalmente le grandi città, tralasciando i piccoli comuni, le zone rurali e di montagna.
L'italtrafo era costituita su tre stabilimenti: Milano per grandi trasformatori, Pomezia per trasformatori di distribuzione e media potenza, Napoli per grandi trasformatori e armamento ferroviario.
Mentre le unità operative di Milano e Napoli, non ebbero sostanziali modifiche operative, lo stabilimento di Pomezia fu convertito nella sola costruzione dei trasformatori trasferendo in altre società le lavorazioni elettriche aggiuntive che in precedenza costruiva (motori, alternatori, armamento ferroviario ecc.). In quest'ultima unità operativa fu trasferito l'intero reparto trasformatori dell'ASGEN di Genova, parte dei macchinari stigliature degli uffici, l'intero archivio ed anche, su esplicita accettazione individuale, diverso personale impiegatizio.
Fin dai primi anni la nuova società ebbe a farsi conoscere non solo in Italia, ma anche all'estero sia con commesse dirette che con commesse conferite dal G.I.E. (Gruppo Industrie Italiane Estero).
Nello stabilimento di Pomezia fu creato nel 1973 il reparto, primo in Italia, per la costruzione di trasformatori di distribuzione con avvolgimenti di alluminio anziché di rame, con potenza fino a 630 KVA e poi, con il tempo, fino a 1000 KVA.
Sempre in questo stabilimento nel 1980 fu anche creato il reparto condensatori elettrici di potenza, che ebbe un buon risultato, sia in Italia che all'estero, rifasando e filtrando le reti elettriche ENEL, FF.SS e società private: si segnalano ad esempio le forniture di batterie condensatori alle acciaierie di Cogne, al JET (Joint European Torus) in Inghilterra e a tante altre a società grandi e piccole.
Nel triennio 1980/83 si cominciarono a sentire i primi sintomi della crisi, per molteplici motivi quali il mercato interno saturo, la crisi nazionale di tutta l'industria italiana, la sempre più agguerrita concorrenza estera.
Nel 1983/84 la società fu quindi scissa in due: la sede di Napoli confluì in Ansaldo Trasporti per la sola costruzione di motori e rotabili ferroviario, con trasferimento a Pomezia di tutta l'attività dei trasformatori, mentre gli stabilimenti di Pomezia e Milano vennero incorporati in Ansaldo Componenti come "divisione Italtrafo trasformatori", con sede generale a Genova.
Escludendo Napoli, oramai società a parte, Pomezia e Milano sulle "ceneri" Italtrafo sopravvissero fino al 1990 quando l'IRI decise di vendere la società alla multinazionale svizzero-svedese ABB.
L'epilogo si ebbe quando il sito di Pomezia fu chiuso nel 2000, seguito da quello di Milano quattro anni dopo. 
Finiva così la storia di questa società nata come Italtrafo e finita come ABB, che nel panorama industriale è stata una realtà sia in Italia che nel mondo.

## Attività
In Italtrafo confluirono le attività elettromeccaniche acquisite dall'EFIM, di tutte le produzioni di trasformatori elettrici (costruzione, riparazione, acquisto e vendita). Produceva anche motori, apparecchi di misurazione, quadri elettrici, impianti di produzione, trasformazione e distribuzione di energia elettrica. Inoltre, era attiva anche nell'ambito della costruzione e riparazione dei materiali delle industrie meccaniche, metallurgiche ed elettriche.
La società era anche una dei costruttori della Locomotiva FS E.656.